# فلج بل

صورت یک فرد مبتلا به فلج بل

فلج بل (به انگلیسی: Bell's palsy) در اثر فلج عصب زوج هفتم مغزی  یا عصب صورتی رخ می‌دهد. در این حالت عضلات صورت به صورت ناگهانی و به‌طور موقت فلج می‌شوند، اغلب تنها یک طرف صورت را گرفتار می‌کند.
درگیری عصب صورتی معمولاً به تنهائی یک بیماری نیست بلکه علامتی از یک بیماری دیگر است مانند عفونت، آسیب یا تومور عصب صورتی. فلج خودبخودی عصب فاسیال بدون شواهد سایر بیماری‌ها، فلج ایدیوپاتیک بل نامیده می‌شود. اگرچه دلایل زیادی وجود دارد که نشان می‌دهد فلج بل دارای یک مکانیسم ایمنی التهابی ویروسی است.
این بیماری در هر گروه سنی رخ می‌دهد ولی در ۴۰–۲۰ سالگی شایع تر است.
در یک جمعیت صدهزار نفری سالانه ۲۰–۱۰ مورد از آن رخ می‌دهد.
علائم فلج بل شامل ضعف در یک طرف صورت، انقباضات کوتاه‌مدت عضلانی، افتادگی پلک و لب، اشک‌ریزش و سرازیر شدن آب دهان در طرف مبتلا، خشکی چشم، خشکی دهان، اختلال چشایی، مشکل در مکیدن پستان توسط نوزاد و لبخند کج می‌باشد.
این فلج نوعی فلج عصب صورت بوده و نام آن با نام چارلز بل گره خورده‌است.

## عوامل فلج بل
عصب صورت بیشتر عضلات صورت و قسمت‌های گوش را کنترل می‌کند. عصب صورت از میان شکاف باریک استخوان از مغز به صورت می‌رسد. اگر عصب صورت ملتهب شود، این امر باعث آسیب زدن به پوشش محافظ عصب می‌شود. با آسیب دیدن پوشش محافظ عصب ممکن است سیگنال‌های فرستاده شده از مغز به عضلات صورت به درستی منتقل نشوند و منجر به ضعیف یا فلج شدن عضلات صورت شود که در این صورت فلج بل رخ داده است.
فلج بل به دلیل متورم یا فشرده شدن عصب هفتم مغزی رخ می‌دهد. علت دقیق این آسیب ناشناخته است، اما بسیاری از محققان پزشکی معتقدند که به احتمال زیاد این عارضه ناشی از عفونت ویروسی است.
ویروس‌ها و باکتری‌های مرتبط با فلج بل عبارتند از:
1. ویروس هرپس سیمپلکس، که باعث تبخال و تبخال دستگاه تناسلی می‌شود.
2. اچ‌آی‌وی، که به سیستم ایمنی بدن آسیب می‌رساند.
3. سارکوئیدوز، که باعث التهاب اعضای بدن می‌شود.
4. ویروس هرپس زوستر، که منجر به آبله مرغان و زونا می‌شود.
5. ویروس اپشتین–بار که باعث ایجاد مونونوکلئوز می‌شود.
6. بیماری لایم ، که یک عفونت باکتریایی است که توسط کنه‌های آلوده ایجاد می‌شود.
7. عفونت‌های سیتومگالوویروس
8. بیماری‌های تنفسی (آدنوویروس)
9. سرخک آلمانی (سرخچه)
10. ویروس اوریون
11. آنفلوانزا (آنفلوانزای B)
12. بیماری دست و پا و دهان (کوکساکی ویروس)

## درمان
اغلب افراد مبتلا به فلج بل در طول دو تا سه هفته بدون درمان بهبود پیدا می‌کنند. موفق‌ترین شیوه درمان این است که علت آسیب عصبی را شناسایی و برطرف کرد. گاه سی‌تی‌اسکن یا ام.آر. آی مغز و الکترومیوگرافی عصب هفتم توصیه می‌شوند.
اکثریت مبتلایان به فلج صورتی بل در طول سه تا شش ماه کاملاً بی‌علامت می‌شوند. اغلب کورتیکواستروئیدهای خوراکی مانند پردنیزولون در درمان به کار می‌روند مصرف هم‌زمان یک داروی ضد ویروس مانند اسیکلوویر سبب هم افزایی داروها شده و توصیه می‌شود.
درمان توانبخشی بسیارموثر است و در صورت لزوم دو هفته بعد از مصرف کورتیکواستروئیدها فیزیوتراپی شروع می‌شود.  قطره چشمی متیل سلولز برای سلامت و حفاظت چشمی که مرتباً در معرض محیط اطراف است مفید است.
در مواردی که فلج صورت طول بکشد، اقدامات توانبخشی تحت عنوان  تمرینات نروموسکولا انجام می شود. در مواردی مثل رشد نابحای عصب صورت که دو  یا چند عضله  همرمان منقبض می شوند این تمرینات مفید می باشند. استفاده از بیوفیدبک نیز برای درمان و انجام تمرینات نوروموسکولار مفید است.
محققیقن زیادی معتقدند که استفاده از تحریکات الکتریکی در برگشت فلج صورت مضر است و باعث اختلال حرکتی عضلات صورت می گردد. استفاده از تحریکات الکتریکی میتوتند باعث ایجاد یا تشدید سینکینزی شود.
ماساژ می تواند به کاهش اسپاسم عضلات صورت کمک کند.